# Hanna Archipenka
Hanna Archipenka, coniugata Vasilënak (in bielorusso Ганна Архіпенка-Васілёнак?; Minsk, 16 gennaio 1983), è una pentatleta bielorussa.

## Palmarès
In carriera ha conseguito i seguenti risultati:
- Mondiali:

Mosca 2004: argento nel pentathlon moderno staffetta a squadre.
Berlino 2007: oro nel pentathlon moderno a squadre.
- Europei

Albena 2004: bronzo nel pentathlon moderno staffetta a squadre.
Budapest 2006: argento nel pentathlon moderno a squadre.
Mosca 2008: argento nel pentathlon moderno a squadre.